# Ias 14
IAS 14 (International Accounting Standards n. 14) sono principi contabili internazionali riguardanti Segment Reporting o "informative di settore".
In questo documento viene ben illustrato come la presentazione di informazioni contabili per settori di attività abbia la finalità di permettere la valutazione più consapevole e razionale dell'impresa nel suo complesso. Viene, infatti, sottolineato che molte aziende "producono gruppi di prodotti e servizi o operano in aree geografiche che sono soggette a diversi indici di redditività, opportunità di sviluppo, prospettive future, e rischi.
È importante l'informativa sui diversi tipi di prodotti e servizi dell'impresa e delle sue attività in diverse aree geografiche – spesso chiamata informativa di settore – per determinare i rischi e la redditività di un'impresa diversificata o multinazionale, ma essa non è ottenibile da dati aggregati. Perciò l'informativa di settore è ampiamente considerata come necessaria per soddisfare le necessità dei lettori dei bilanci”. Concetti analoghi erano esposti nella precedente versione dell'IAS 14.
L'ambito di applicazione del principio in oggetto, in realtà, è quello delle imprese le cui azioni o titoli di debito sono negoziati o stanno per essere emessi in mercati finanziari regolamentati anche se è in ogni caso incoraggiata la presentazione volontaria di informazioni per settore. Va evidenziato, tuttavia, che il nostro legislatore civilistico richiede la rappresentazione dei settori a tutte le aziende che redigono il bilancio di esercizio in forma non abbreviata, a prescindere dal luogo di negoziazione dei titoli o dalla rilevanza economica delle stesse.
Naturalmente la ripartizione per settori non deve essere effettuata per elementi non rilevanti. Il concetto della rilevanza ispira, in effetti, l'intero costrutto dell'IASB.
Nel principio è previsto, poi, che sia individuato un criterio primario ed un criterio secondario di settore. “La fonte principale e la natura dei rischi e dei profitti dell'impresa determinano se lo schema di riferimento primario sarà per settori d'attività o per settori geografici”.
L'azienda deve fornire informazioni secondo entrambi i criteri. Tuttavia per le partizioni individuate secondo il criterio primario è prevista un'informativa molto più ampia che non per quelle individuate secondo il criterio secondario.